# Никон (Васюков)
Митрополи́т Ни́кон (в миру Никола́й Никола́евич Васюко́в; 1 октября 1950, деревня Марьевка, Тамбовская область) — архиерей Русской православной церкви, митрополит Уфимский и Башкортостанский, глава Башкортостанской митрополии.

## Биография
В 1963 году с родителями переехал в Красноярск. Вместе со своей матерью он стал посещать красноярский Троицкий храм. Ходил на клирос и участвовал в богослужениях. В 1968 году окончил среднюю школу, а в 1974 году окончил Красноярский медицинский институт.
Работал участковым врачом-терапевтом в поликлинике города Красноярска, затем на два года был призван на действительную военную службу в качестве старшего врача полка, служил  в закрытом городе Красноярск-26, затем уехал в Ленинградскую область, работал главным врачом поликлиники. С 1977 по 1983 год работал заведующим поликлиникой в Ленинградской области.
26 июня 1983 года в Покровском кафедральном соборе в Куйбышеве (Самара) архиепископом Иоанном (Снычёвым) был рукоположён в сан диакона. 21 сентября в том же соборе тем же архиереем хиротонисан во пресвитера. Служил в церкви в честь иконы Божией Матери «Неопалимая Купина» города Ульяновска.
16 марта 1984 года тем же архиереем в Покровском соборе города Куйбышева пострижен в монашество с именем Никон в честь преподобного Никона Радонежского.
16 сентября 1985 года назначен настоятелем Неопалимовской церкви и благочинным Ульяновской области.
С 1 октября 1989 года — секретарь Ульяновского епархиального управления.
В 1987 году окончил Ленинградскую духовную семинарию, а в 1990 году — Ленинградскую духовную академию.
Участник Поместных соборов Русской православной церкви 1988 и 1990 годов.
В 1988—1991 годах и 2004 году в составе паломнической группы посетил Святую гору Афон. Возглавляя группу паломников из Уфимской епархии, посетил Иерусалим в 1993 и 1996 годах.

### Архиерейство
26 июня 1990 года решением Священного синода Русской православной церкви избран епископом Уфимским и Стерлитамакским. 25 августа в Богоявленском патриаршем кафедральном соборе Москвы было совершено наречение архимандрита Никона (Васюкова) во епископа Уфимского и Стерлитамакского. 26 августа состоялась епископская хиротония.
23 февраля 2001 года возведён в сан архиепископа.
За 15 лет пребывания на Уфимской кафедре число приходов увеличилось почти семикратно, с 30 в 1990 году до 200.
В ноябре 2006 года отправил генеральному директору «Первого канала» Константину Эрнсту письмо, в котором была раскритикована редакционная политика ведущего российского телеканала, которая, по его мнению, является «вакханалией лженауки, мракобесия и оккультизма». Критике подверглись передачи «Доброе утро» и «Малахов+». В письме митрополит Никон просил генерального директора «Первого канала» прекратить производство передач, пропагандирующих оккультные антинаучные знания и методы оздоровления на телеканале.
Решением Священного синода от 27 декабря 2011 года назначен главой Башкортостанской митрополии, а также временно управляющим Салаватской епархией. 8 января 2012 года в Успенском соборе Московского Кремля патриархом Кириллом был возведён в сан митрополита.
С 1 по 21 августа 2017 года и вновь с 9 июля по 2 декабря 2018 года временно управлял новообразованной Бирской епархией.
Со 2 декабря 2020 года назначен временным управляющим Оренбургской епархией до 20 апреля 2022 года, на время болезни митрополита Вениамина (Зарицкого).
24 сентября 2021 года утверждён священноархимандритом Успенского Свято-Георгиевского мужского монастыря в селе Уса-Степановка Благовещенского района Республики Башкортостан.
24 марта 2022 года титул изменён на «Уфимский и Башкортостанский».
В августе 2023 года дал комментарий по поводу строительства храма на месте городища Уфа II, где заявил, что этот вопрос не входит в его компетенцию. В своём ответе он написал буквально следующее: это не моя тема, надо вам по этому поводу иметь разговор с А. Г. Назаровым. Затем он заявил, что застройщиком всё же является уфимская епархия РПЦ, где он является её главой, тем самым отказавшись от своих слов.

## Награды
Церковные:
- Орден Преподобного Сергия Радонежского II степени (2000)
- Орден Святого благоверного князя Даниила Московского II степени (8 октября 2005) — по случаю 55-летнего юбилея со дня рождения
- Орден Преподобного Серафима Саровского II степени (1 октября 2010) — во внимание к усердному служению и в связи с 60-летием со дня рождения[11]
- Орден Святителя Иннокентия, митрополита Московского и Коломенского II степени (26 августа 2015)[12]
- Орден Святителя Макария, митрополита Московского II степени (18 июля 2022) — «во внимание к усердным архипастырским трудам и в связи с 70-летием со дня рождения»[13]

Светские:
- Орден «За заслуги перед Отечеством» IV степени (11 мая 2021) — за большой вклад в сохранение и развитие духовно-нравственных и культурных традиций, многолетнюю плодотворную деятельность[14].
- Орден Почёта (17 января 2011) — за достигнутые трудовые успехи и многолетнюю добросовестную работу, активную общественную деятельность[15]
- Орден Дружбы (11 августа 2000) — за большой вклад в укрепление гражданского мира и возрождение духовно-нравственных традиций[16]